# سفارت ایالات متحده آمریکا در تفلیس
سفارت ایالات متحده آمریکا در تفلیس (به لاتین: Embassy of the United States) یک منطقهٔ مسکونی و نمایندگی سیاسی ایالات متحده آمریکا در گرجستان است که در تفلیس واقع شده‌است.